# Bryan Oviedo
Bryan Josué Oviedo Jiménez, mais conhecido como Bryan Oviedo, é um futebolista costarriquenho que atua como lateral-esquerdo ou meio-campo. Atualmente, defende o Real Salt Lake.

## Carreira
Bryan Oviedo fez parte do elenco da Seleção Costarriquenha de Futebol da Copa América de 2016.